# Połoczany (gmina)
Połoczany – dawna gmina wiejska istniejąca do 1945 roku w woj. nowogródzkim/woj. wileńskim. Siedzibą gminy były Połoczany (204 mieszk. w 1921 roku).
Początkowo gmina należała do powiatu oszmiańskiego. 12 grudnia 1920 r. została przyłączona do nowo utworzonego powiatu wołożyńskiego pod Zarządem Terenów Przyfrontowych i Etapowych. 19 lutego 1921 r. wraz z całym powiatem weszła w skład nowo utworzonego województwa nowogródzkiego. 1 kwietnia 1927 roku gmina weszła w skład nowo utworzonego powiatu mołodeckiego w woj. wileńskim. 
Po wojnie obszar gminy Połoczany został odłączony od Polski i włączony do Białoruskiej SRR.